# Zorzines bitoi
Zorzines bitoi är en fjärilsart som beskrevs av Sato 1992. Zorzines bitoi ingår i släktet Zorzines och familjen nattflyn. Inga underarter finns listade i Catalogue of Life.